# Leisach
Leisach é um município da Áustria, situado no distrito de Lienz, no estado do Tirol. Tem 33,27 km² de área e sua população em 2019 foi estimada em 718 habitantes.